# Ham-Nord
Pour les articles homonymes, voir Ham.
Ham-Nord est une municipalité de canton du Québec située dans la municipalité régionale de comté d'Arthabaska et la région administrative du Centre-du-Québec. En 2014, la municipalité a célébré son 150e anniversaire.

## Toponymie
Ham rappelle un village du comté d'Essex.

## Histoire

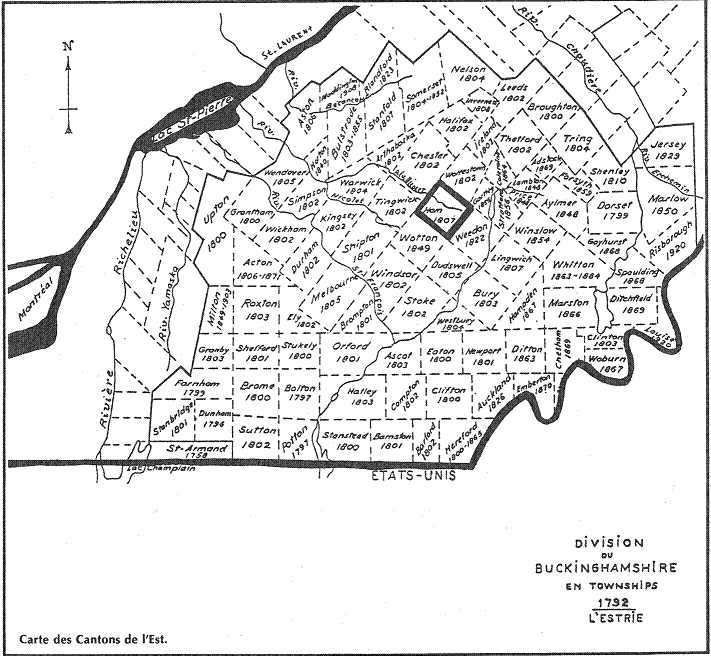
1792 Division du Buckinghamshire en Townships, naissance des cantons de l'Est.

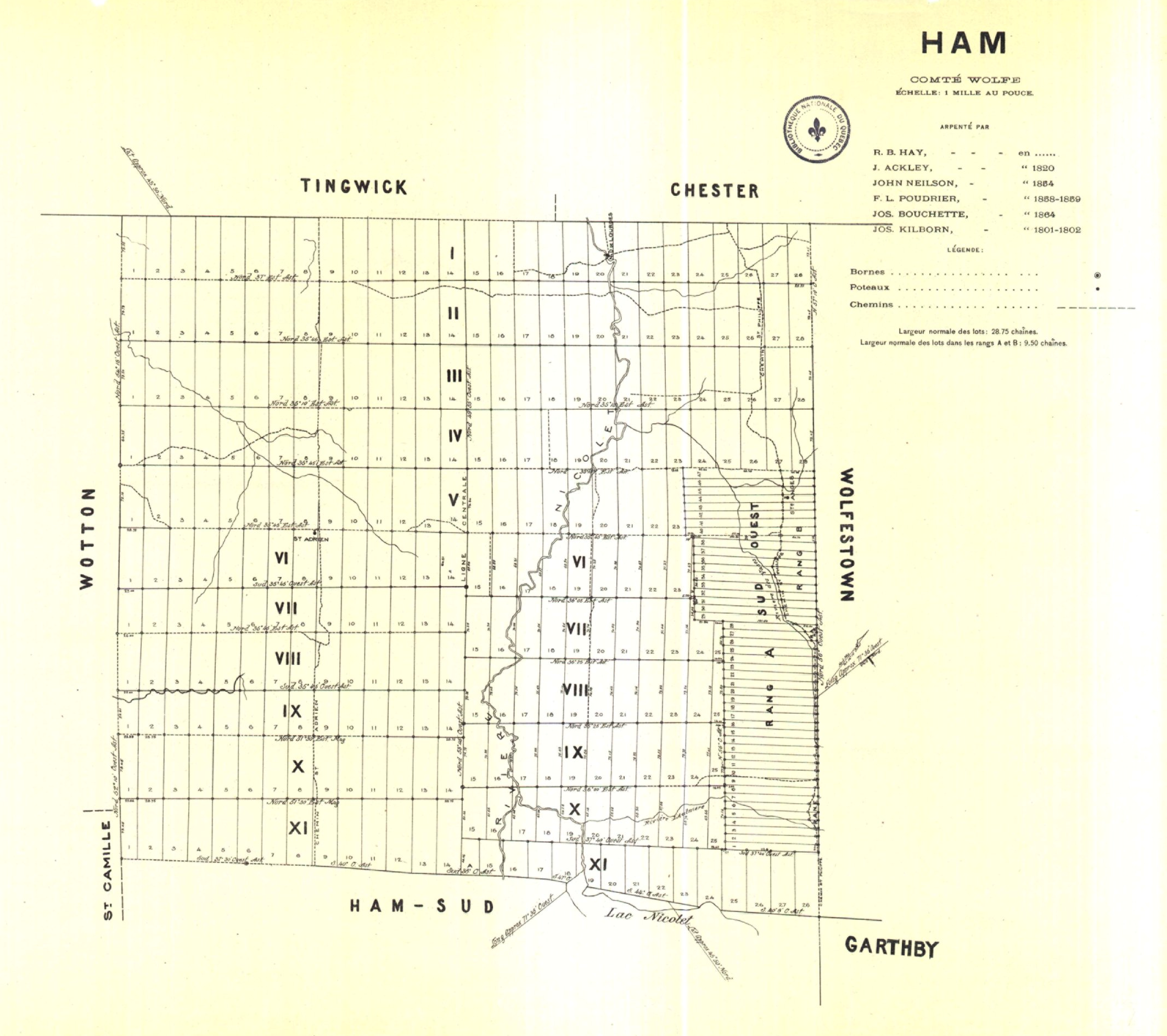
Carte cadastrale du canton de Ham.

En 1792, le gouvernement impérial fait tailler en 93 cantons le territoire dénommé comté de Buckinghamshire et désigne chacune de ces sections d'un nom emprunté à la carte d'Angleterre.
Il semble que l'on ait pris au hasard et sans beaucoup d'efforts d'imagination, des vocables d'endroits affectionnés dans la Grande-Bretagne et rien dans cette nomenclature ne rappelle un fait glorieux ni même une particularité géographique.
Le canton de Ham, pour sa part, érigé officiellement le 29 juillet 1807, reçoit ce nom en l'honneur d'une petite ville du comté d'Essex en Angleterre. Il prend la forme d'un carré à travers lequel l'axe Nord-Sud passe en diagonale, et il comprend onze rangs de 28 lots de 200 acres chacun.
Dès 1792, avant même que les lignes de contour du dit Canton ne soient délimitées, deux Américains du Vermont, les frères Alfred et Silas Hatheway pétitionnent pour obtenir des lots à coloniser, mais n'ayant pas rempli les conditions requises, ils se voient débouter de leur demande.
De 1807 à 1815, l'arpentage primitif étant réalisé, des concessions de deux cents à douze cents acres pour un total de neuf mille huit cents acres, compris dans les quatre premiers rangs, sont alors alloués à quinze personnes. Aucun de ces concessionnaires de première heure n'a cependant pas habité sur ces lots qui sont cédés à des Canadiens-Français quelque cinquante années plus tard, plus précisément après l'arpentage définitif réalisé durant les années 1857-1861.
Dans les mêmes années, Joseph Bouchette, arpenteur général du Bas-Canada décrit le canton de Ham, comme étant situé entre les cantons de Wotton et Wolfestown, joignant Tingwick et Chester au nord-ouest et Weedon au sud-est.
Les lignes extérieures du canton de Ham sont complètement tracées et la moitié est concédée à différents individus. La terre est excellente pour la culture du blé et autres espèces de grains; plusieurs parties sont convenables pour la culture du lin et du chanvre.
« La surface est diversifiée par de larges gonflements et de petites élévations couvertes d'arbres dont l'essence révèle la richesse du sol. La forêt est composée d'érables, de hêtres, de bouleaux, de tilleuls, de sapins et de cèdres. Ce canton est arrosé par une branche de la rivière Nicolet qui a sa source dans le beau petit lac du même nom, situé entre les cantons de Ham et Weedon. »

### Les chemins de pénétration
Le canton de Ham fut isolé pendant plusieurs années, sans aucune route et surtout sans rivière vraiment navigable même si, à cette époque, le débit de la rivière Nicolet était de beaucoup supérieur à celui d'aujourd'hui.

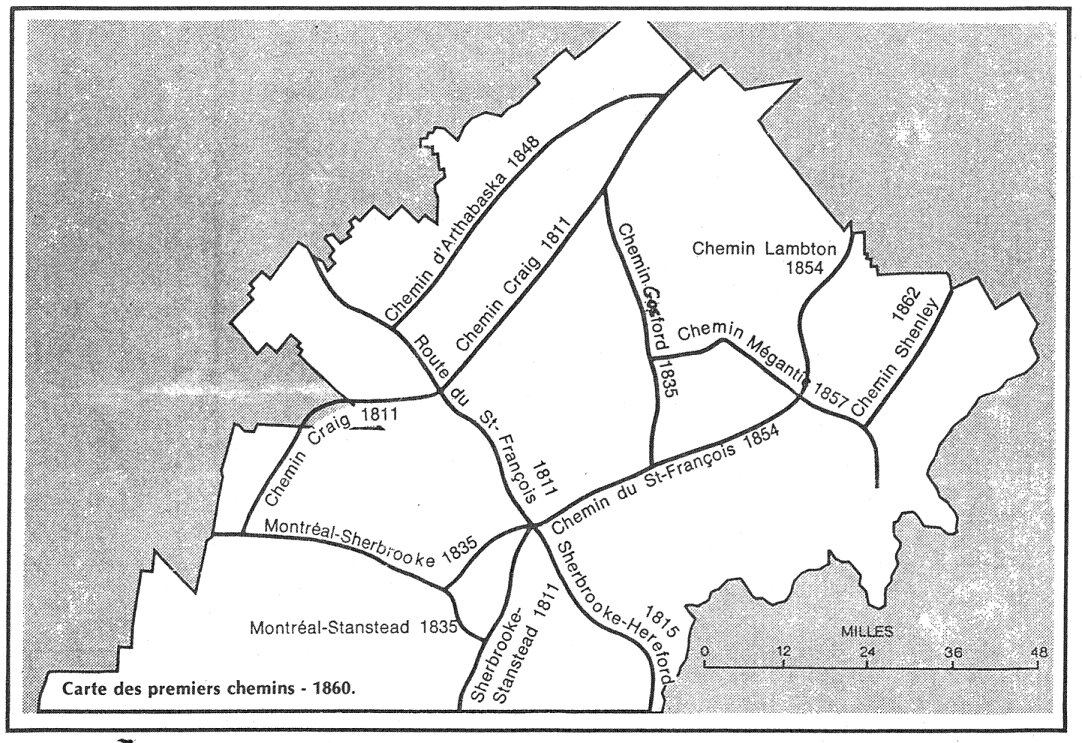
Carte des premiers chemins - 1860.

En 1811, le chemin de Craig reliant Lévis à Shipton en passant dans le canton de Chester c'est-à-dire à quelques kilomètres de Ham-Nord, ouvre une première voie de pénétration.
Il faut par la suite attendre jusqu'en 1835 avant qu'un deuxième chemin, du nom de Gosford, ne traverse notre canton dans ses limites sud-est, près du lac Nicolet.
En 1854, après l'arrivée des premiers colons, Philippe Napoléon Pacaud, notaire de la paroisse de Saint-Norbert d'Arthabaska, construit le chemin qui porte aujourd'hui son nom.
Cette trouée de quinze pieds de largeur en pleine forêt permet une première communication entre St-Paul de Chester sur le chemin de Craig et le chemin de Gosford.
Ce chemin jouera un rôle prépondérant concernant l'emplacement du village de Ham-Nord, car il orienta le défrichement des terres dans cette direction. C'est alors que le canton de Ham sort vraiment de son isolement.

### Les premiers arrivants
Le surpeuplement des seigneuries amène les habitants riverains du fleuve à rechercher de l'espace vital. On voit alors quelques hardis bûcherons s'enfoncer dans la forêt, se construire des cabanes et s'y installer à titre de "squatters". Vers 1850, le travail du clergé catholique en faveur de la colonisation contribue à arrêter l'émigration massive de la jeunesse est-canadienne vers les États-Unis.
On voit alors des milliers de familles canadiennes-françaises pénétrer dans les derniers cantons encore vierges que l'on appelle, à cette époque, "Terrains des Prêtres"; non pas parce que ces cantons, Ham, Wotton, Weedon, Garthby, Stratford et Winslow appartiennent au clergé, mais plutôt parce que celui-ci en prêche intensément l'occupation par les canadiens français.
La paroisse Saints-Anges de Ham-Nord connaît alors ses premiers arrivants vers 1850-1852. À cette date, Modeste Gosselin, natif de Pointe de Lévis (Lauzon), son épouse Olive Gagnon de Saint-Nicolas et leurs cinq enfants viennent se construire une cabane sur l'actuel chemin Vézina.
Narcisse Gaudette, marié à Julie Poisson ainsi que leurs cinq enfants quittent Sainte-Julie du canton de Somerset pour s'établir sur les bords de la rivière Nicolet dans les limites du deuxième et troisième rangs. Ce terrain est aujourd'hui la propriété de M. Jean-Rock Girard.
La tradition veut aussi que Barthélémy Toupin, son épouse Sophie Gilbert dit Comtois de la paroisse Saint-Cuthbert, ainsi que leurs huit enfants aient quitté la région de Berthier pour s'installer dans le premier rang de Ham où est situé l'actuel village de Notre-Dame-de-Lourdes de Ham.
Vers ces mêmes années, Augustin Guertin, son épouse Adélaïde Provencher ainsi que son oncle Louis Guertin, marié à Marie Bourke, arrivent de Nicolet pour s'établir dans la ligne de division des cantons de Ham et de Wolfestown. Durant l'hiver 1853-54, Marcellin Roy et son épouse Marie-Louise Couture, leur neveu, François Tardif et son épouse Desanges Couture, suivent la rivière Nicolet pour occuper des lots dans le quatrième rang appelé aussi le rang des chutes. Également avec eux, nous retrouvons les frères Jacques, Camille et Paul Morin de même que leur cousin, Louis Morin, marié à Marie Gagné, tous originaires de Saint-Henri de la seigneurie de Lauzon.
À compter de cette date, le mouvement migratoire se poursuit intensément et l'on voit arriver dans notre paroisse, les Boudreau, Cloutier, Couture, Campagna, Dubois, Laliberté, Provençal, Larose, Marcotte, Carrier, Biais, Ruel, Morasse, Poisson, Patry, Ramsay, Turcotte, Paquet, Richer, Martin, Picard, Bissonnette, Boulanger, Chrétien et beaucoup d'autres.
Toutes ces familles, arrivées à Ham-Nord avant 1860, sont originaires des vieilles paroisses, près du fleuve dont: Pointe-de-Lévis, Saint-Henri de Lauzon, Sainte-Claire de Dorchester, Saint-Nicolas, Saint-Antoine de Tilly, Saint-Pierre les Becquets, Montmagny, Bécancour, Gentilly, Saint-Grégoire et Nicolet.
Stanislas Drapeau, dans son enquête sur les cantons de l'Est, pour les années 1851-1861, constate que dans Ham, comme pour les cantons voisins, les lots sont en vente à 0.60 cents l'acre et c'est J.T. Lebel, commerçant de Wotton, qui est agent des terres pour le gouvernement.
Dans le même rapport, il mentionne aussi que la mission nouvelle des Saints-Anges de Ham-Nord se développe assez bien et compte déjà une population de 610 personnes réparties sur 90 familles. Aussi il y a une chapelle, un magasin, un bureau de poste appelé l'Espérance, deux moulins à scie et un moulin à farine. La malle vient une fois par semaine par Arthabaska qui est à 21 milles de distance.

### Historique scolaire
L'éducation au Québec a une très longue histoire, convoitée tantôt par l'Église, tantôt par l'État, elle suscite de nombreuses querelles et nos ancêtres ne manquent pas de s'y impliquer. Il faut dire qu'à l'époque des grandes colonisations, très peu de gens croyaient en l'utilité et la nécessité de l'enseignement, préférant garder leurs enfants sur la ferme pour "faire de la terre".
Malgré l'attitude adoptée par la majorité de nos ancêtres, pionniers de Ham-Nord, vis-à-vis l'éducation, des hommes tenaces énergiques et confiants fondent, en 1861, la première corporation scolaire du canton de Ham. Pierre Masson préside ce conseil formé de Jos. Octave Gaudet, au poste de secrétaire-trésorier, et les dénommés Esdras Boudreau, Calixte Provencher, Firmin Duquet et Hilaire Boudreau comblent les autres postes à titre de commissaires.

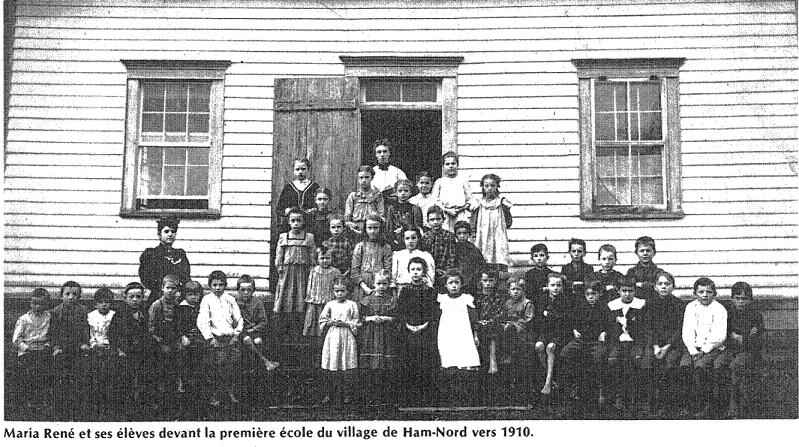
Première école du village Ham-Nord, 1910.

Dans la correspondance du secrétaire Gaudet à Pierre-Olivier Chauveau du bureau de l'éducation pour le Bas-Canada en 1862, il est fait mention du fonctionnement de trois écoles dans le canton de Ham dont celle de la Chapelle du village fréquentée par plus de 40 élèves.
Pour différentes raisons, telles que l'éloignement de certains enfants et le besoin d'aider les parents dans les travaux de la ferme font que pour plusieurs, l'année scolaire se limitera aux mois d'hiver.
Au fur et à mesure que la paroisse s'étendait et que le nombre d'enfants augmentait, la corporation scolaire construisit d'autres écoles, dites écoles de rang; le territoire fut alors divisé en arrondissements.
L'école de rang de dimension restreinte (environ 20 x 24 pieds) était de construction très modeste, rambrissée en planches debout à l'extérieur avec installation sanitaire et système de chauffage plus que rudimentaire; elle devait servir malgré tout, à accueillir de trente à cinquante élèves.
Lors de l'engagement des institutrices, il est bien spécifié, dans le contrat, qu'elles doivent obligatoirement se loger à l'école et pourvoir à son entretien. De plus, elles s'engagent à dispenser l'enseignement durant 220 jours, pour un salaire de 40.00 à 50,00 dollars par année, dont la moitié est payée en février et le reste à la fin de l'année scolaire.
En 1960, la centralisation des écoles amena la construction de l'école Notre-Dame du Perpétuel-Secours et celle de Dominique Savio, deux années plus tard. Les écoles de rang furent fermées les unes après les autres pour être ensuite vendues aux enchères.
Ces maisons d'école, comme on les appelait autrefois, ont servi près de cent ans et rappellent beaucoup de travail, de joie et aussi de misère aux institutrices de ce temps.

### 1910 - l'attrait de l'Ouest
L'histoire de Debden en Saskatchewan, petite localité située à environ 100 kilomètres au nord-ouest de Prince Albert, c'est aussi l'histoire des petites communautés francophones environnantes - Victoire, Ormeaux, Sheil River. C'est en 1910 qu'un missionnaire-colonisateur, l'abbé Philippe-Antoine Bérubé, réussit à convaincre une centaine de colons français du Québec de venir s'installer sur les terres fertiles du nord de la Saskatchewan.
À cette époque, au Québec, il y a peu d'industries et la plupart des bonnes terres agricoles sont occupées depuis plusieurs générations. Déjà, des milliers de Canadiens français ont quitté la province pour se diriger vers les villes industrielles de la côte atlantique des États-Unis. On les retrouve dans les États du New Hampshire, de New York, du Massachusetts et du Connecticut, travaillant dans les usines des grandes villes.
Il n'y a plus de terres que les jeunes peuvent acheter au Québec, mais c'est une autre affaire dans l'Ouest. En Saskatchewan, comme leur raconte l'abbé Bérubé, il est possible d'obtenir un homestead, un terrain de 160 acres, pour la somme de 10 $. Un colon hardi n'a qu'à passer trois ans à défricher son terrain, en plus de construire une maison, et la terre sera la sienne. Cent soixante acres pour 10 $! Quelle aubaine! Et si un fermier veut agrandir sa ferme, il n'a qu'à se prévaloir de son droit de préemption et acheter la terre voisine pour trois ou quatre dollars l'acre. Les terres sont abondantes dans l'Ouest. Il y a des millions et des millions d'acres cultivables.
C'est ce que répètent tous les missionnaires-colonisateurs francophones, au Québec, aux États-Unis et en Europe, afin d'attirer des colons de langue française dans l'Ouest canadien.
Plusieurs acceptent de suivre l'abbé Bérubé vers la Saskatchewan, vers un nouveau pays. Au printemps de 1910, quelques centaines d'hommes laissent leur femme et leurs enfants. Ils se rendent à Montréal où ils prennent le train du Canadian Northern et se dirigent vers l'Ouest. Ils s'en viennent chercher une terre, un homestead~ lorsqu'ils auront construit une maisonnette, ils feront venir leur famille et leurs effets personnels.
La plupart viennent d'un petit village des Cantons de l'Est, Ham-Nord. Le village est situé dans le comté de Wolfe, à l'est de Montréal et au sud de Québec. Leurs noms, on les retrouve encore aujourd'hui dans la région de Debden: Bélair, Bisson, BIais, Chrétien, Couture, Demers, Houde, Labrecque, Lajeunesse, Larose, Lavigne, Lehouillier, Pouliot, Ruel, Sevigny et Tardif. D'autres, comme les Duret et les Lepage viennent de la Gaspésie, de Saint-Éloi et Trois-Pistoles.

## Armoiries de Ham-Nord
Depuis le 4 juin 1988, les armoiries de la municipalité identifient visuellement Ham-Nord sur tout document officiel.

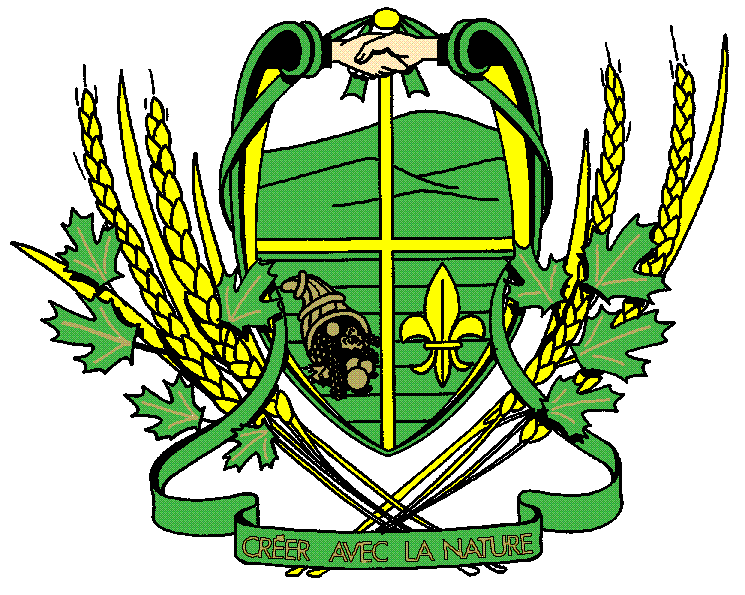
Armoiries de Ham-Nord

### Blasonnement
- en écartelé : De sinople à la croix d'or.
- au chef : Une poignée de main.
- au canton du chef dextre et senestre : Champs et montagnes de sinople.
- au canton  de  la  pointe  dextre :  Une corne d'or fruitée de sable.
- au canton de la pointe senestre : Un fleur-de-lys d'or.
- en  ornement extérieur : Des  branches  de  feuilles d'érable de sinople, nervées de sable et des épis de blés d'or. Le tout retenu par un listel de sinople chargé de la devise en lettres onciales de sable: « Créer avec la nature ».

### Chronologie
- 1792 Division du Buckinghamshire (Bas-Canada) en Townships, naissance des Cantons de l'Est.
- 1802 Premières concessions de terrains dans la région.
- 1807 (1er janvier) Proclamation du canton de Ham.
- 1811 Le chemin Craig reliant Lévis à Shipton en passant dans le canton de Chester, c'est-à-dire à quelques kilomètres de Ham-Nord, ouvre une première voie de pénétration.
- 1835 Une deuxième voie de pénétration est ouverte, le chemin Gosford traverse le canton de Ham dans ses limites Sud-Est, près du lac Nicolet.
- 1855 (1er juillet) Constitution de la municipalité des cantons-unis de Ham-Nord-et-Ham-Sud.
- 1864 (1er janvier) Morcellement de la municipalité des cantons-unis de Ham-Nord-et-Ham-Sud en deux municipalités, celle de Ham-Nord et celle de Ham-Sud.
- 1865 (3 janvier) Ouverture des registres de la paroisse des Saints-Anges-de-Ham.
- 1870 (27 mai) Érection canonique de la paroisse des Saints-Anges-de-Ham ; son territoire couvre une partie des cantons de Wolfestown et Ham-Nord. Ouverture d'un bureau de poste sous le nom de North Ham.
- 1879 La municipalité de Ham-Sud adopte le nom de Saint-Joseph-de-Ham-Sud.
- 1910 Émigration de plusieurs colons vers la Saskatchewan.
- 1923 La population de la paroisse est de 1 282 âmes.
- 1984 Formation du premier Eco Village, La Cité écologique de l'ère du verseau.
- 1989 La municipalité célèbre sont 125e anniversaire.
- 1990 La population de Ham-Nord est de 938 habitants.
- 1990 Fondation du Collège Coopératif l'Horizon.
- 2000 La population de Ham-Nord est de 930 habitants.
- 2005 La population de Ham-Nord est de 951 habitants.
- 2014 La municipalité célèbre sont 150e anniversaire.
- 2014 Fermeture du collège coopératif L'Horizon.

## Géographie
Situé dans bassin versant du lac Saint-Pierre, au sud-est de Victoriaville, la municipalité est traversée par les routes 161 et 112.
La rivière Nicolet la traverse du sud-ouest vers le nord-ouest.
La rivière des Vases coule du sud-est vers le nord-ouest jusqu'à sa confluence avec la rivière Nicolet.

## Démographie
| 1996 | 2001 | 2006 | 2011 | 2016 | 2021 |
| ---- | ---- | ---- | ---- | ---- | ---- |
| 959  | 942  | 890  | 832  | 869  | 857  |

## Administration
Les élections municipales se font en bloc et suivant un découpage de six districts.
| Ham-Nord Maires depuis 2001                                                                                          |                   |         |          |
| Élection | Maire             | Qualité | Résultat |
| 2001 | François Marcotte |         | Voir     |
| 2005 | François Marcotte | Voir    |          |
| 2009 | François Marcotte | Voir    |          |
| 2013 | François Marcotte | Voir    |          |
| 2017 | François Marcotte | Voir    |          |
| 2021 | François Marcotte | Voir    |          |
| Élection partielle en italique Depuis 2005, les élections sont simultanées dans toutes les municipalités québécoises |                   |         |          |

## Centres d'intérêt

### L'église des Saints-Anges de Ham-Nord

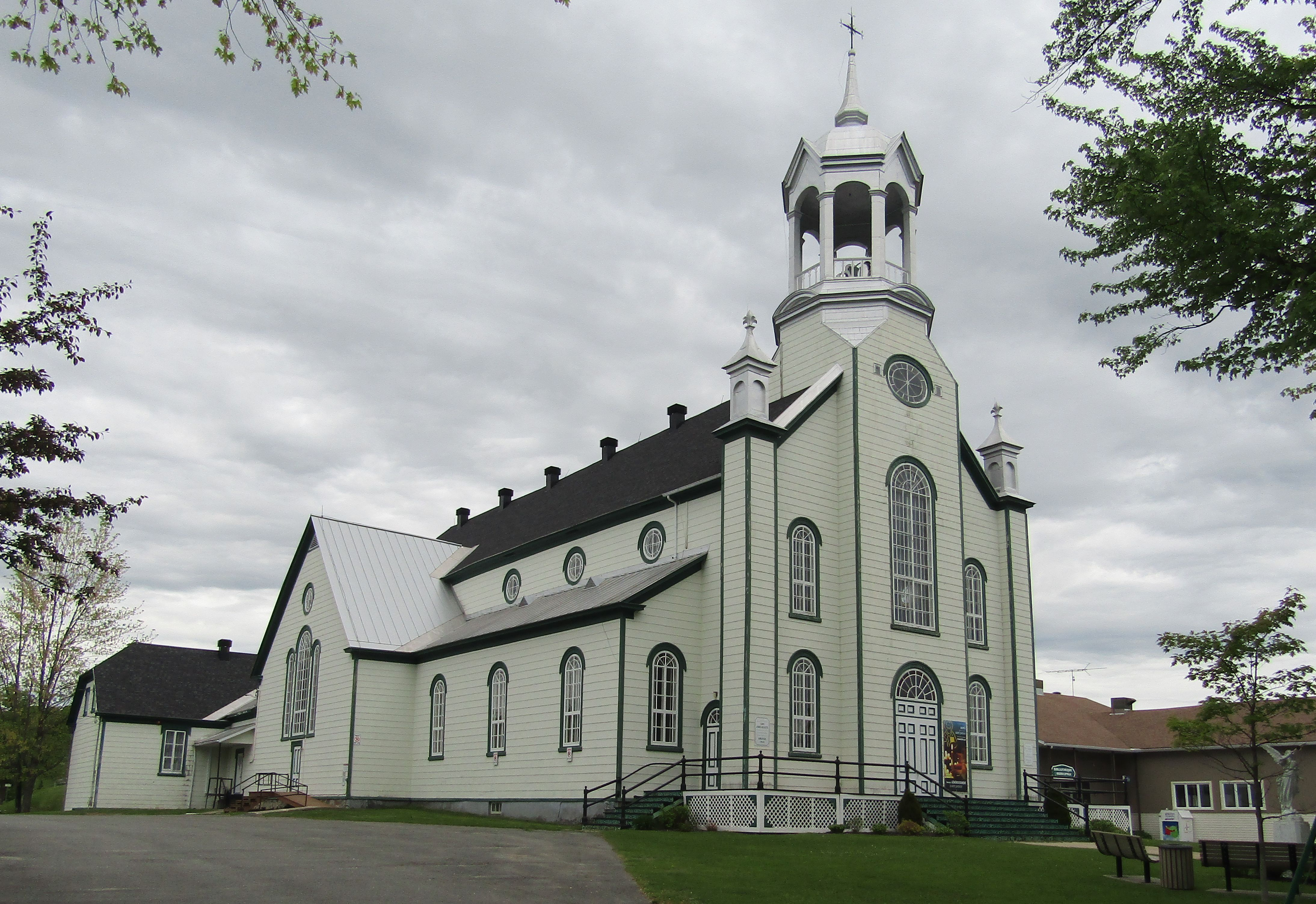
L'église des Saints-Anges de Ham-Nord, construite en 1899-1900.

La paroisse a été érigée canoniquement en 1868. L'église a été construite en 1899-1900 selon les plans de l'architecte Jean-Baptiste Verret. L'édifice forme une croix latine avec chœur en saillie et abside à pans coupés. La voûte, faite en bois, forme un arc surbaissé. Les murs extérieurs sont recouverts de bardeaux d'amiante.

### L'orgue Casavant
L'orgue Casavant a été installé à l'occasion de la construction de l'église en 1899. Outre un déménagement dans le sanctuaire et un retour au jubé, cet orgue n'a subi aucune transformation depuis sa construction.
L'orgue a bénéficié, durant l'année 1999, d'un relevage en profondeur par la maison Orgues Létourneau pour fêter son centenaire. Cette restauration a été subventionnée en partie par le Gouvernement du Québec à partir du Fonds du Patrimoine religieux. L'orgue de Ham-Nord est à traction mécanique, il possède un buffet magnifique orné de dorures et d'un ange à la trompette à son sommet, sans doute pour rappeler le patronage de la paroisse. Il chante dans une église en bois tout aussi jolie. L'esthétique de cet orgue correspond bien aux goûts qui prévalaient à l'époque de sa construction.

## Activités économiques

### Exploitation

#### Agriculture
- Production laitière
- Élevage d'animaux à bœufs
- Élevage d'autruches
- Ferme porcine (porcherie)
- Cultures en serre : Les Serres du St-Laurent
- Acériculture, produits d'érable
- Culture de fines herbes L'armoire aux herbes
- Les truites de Monsieur Gaston
- Ferme De production de Légumes Biologiques Les Jardins de la Cité

### Transformation

#### Usines de confections
- Cadapp Ltée
- Confection Adam
- Confection Beaudoin
- Nykol inc.
- Confection Lise enr.
- Confection Tardif inc.
- Coopérative de Services en textile l'Essentiel
- Hightex S.N.C.
- Respecterre Vetements Biologiques et Equitables

#### Industries
- H2O Innovation (équipements d'érablière)

### Service

#### Enseignement
- École primaire Notre-Dame du Perpétuel-Secours

#### Services médicaux
- Médecin
- Pharmacie

#### Autres services
- Caisse Desjardins
- La popote roulante (service de nourriture à domicile)
- Foyer Saints-Anges pour personnes âgées
- Le pouce jardinier (aménagement paysager)
- Magasin général
- Garages
- Aménagement forestier Coopératif de Wolfe
- Auberge de Ham-Nord
- Auberge de la cité
- Restaurant
- Magasins (meubles, chaussures, vêtements)
- Société Mutuelle d'Assurance Générale
- Centre de mise en forme
- Excavation, transport
- Dépanneur AXEP

## Galerie

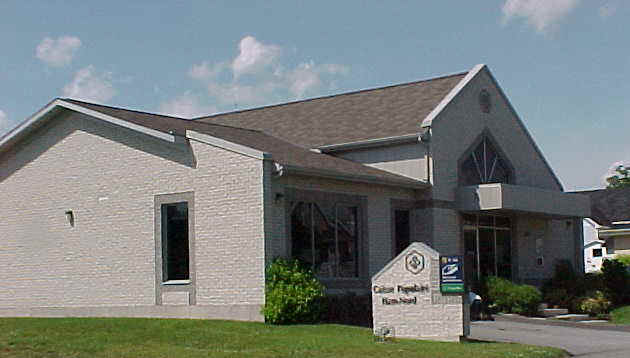
Caisse populaire de Ham-Nord
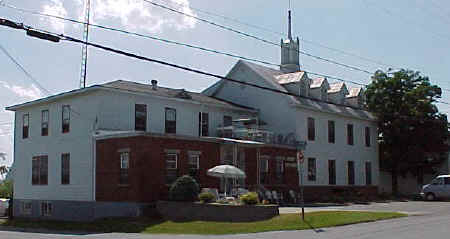
Foyer Saints-Anges
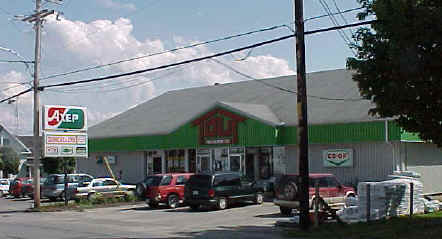
Dépanneur COOP Axep
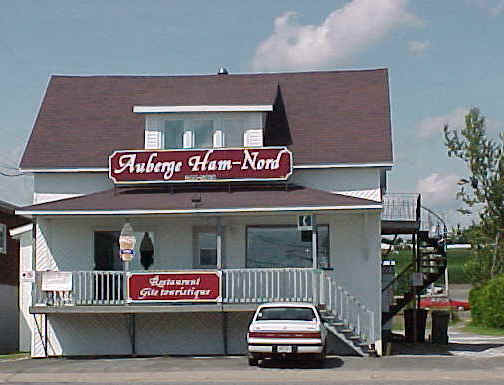
Auberge de Ham-Nord